# 横江嘉純
横江 嘉純（よこえ よしずみ、1887年（明治20年）5月3日 - 1962年（昭和37年）2月14日）は、日本の彫刻家。塑像を得意とし、木彫、大理石像、洋画も遺した。

## 略歴

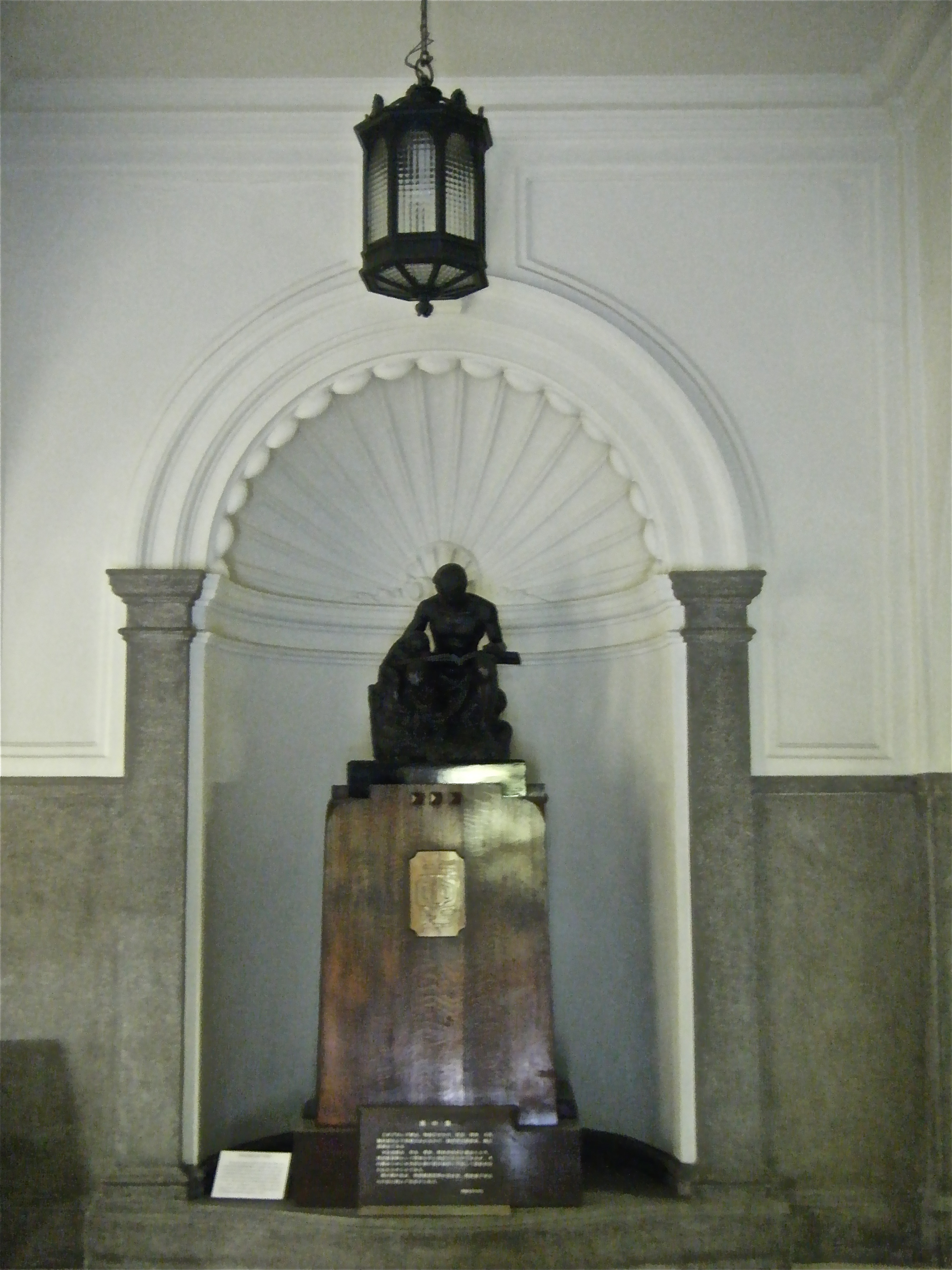
「愛の像」（青山学院大学間島記念館1階ホール）

富山県婦負郡保内村（現・富山市）に出生。祖父も父も、同村の村長だった。小学校高等科を卒業後、絵画家を志すも挫折し、彫刻家に憧れる。京都の常楽寺で書生をしながら京都市立美術工芸学校に学んだ。学校を特待生として1906年（明治39年）3月に卒業。
その後、徴兵のため3年間入隊。兵役終了後東京美術学校（現東京芸術大学）へ入学し、1914年（大正3年）に彫刻科を卒業。結婚して一男一女をもうけたが、長女が夭逝し、続いて母、長兄、妻をも亡くした（長男も1941年（昭和16年）に死去）。日本のシンセサイザー・プログラマー神谷重徳は孫にあたる
数々の美術展で入選する。1929年（昭和4年）には帝展審査員に任ぜられ、死去するまでこれを務めた。1930年（昭和5年）から2年間、研究のためフランス、イタリアに渡欧したこともあった。
1952年（昭和27年）には功績が評価され、日展参事となる。1962年（昭和37年）、75歳で死去。

## 主な作品
- 「宇宙の聲」（富山市指定文化財）
- 「祈りの像」（広島平和記念公園に設置）
- 「愛の像（アガペの像）」（東京駅前広場に設置）
- 「愛の像」（青山学院大学間島記念館内に設置）

## 受賞歴
- 第12回文展で塑像「山番」が入選（1918年）
- 第8回帝展で塑像「大乗」が美術院賞（1927年）
- 第7回帝展で塑像「望洋」が特選（1940年）
- 大理石像「娘」で文部大臣賞（1951年）